# Масаи
Масаите са африкански полуномадски племена, обитаващи основно територията на Кения и Танзания.

## История
Предполага се, че са се появили през 16-17 в. в Кения. Те наричат себе си „маа“ и принадлежат към групата на нилотите – едри по конструкция хора от долината на река Нил. Независимо от външната им сдържаност, граничеща с враждебност, за тях е известно повече, отколкото за много други африкански народи. Независимо от това, че битът и социалното им равнище са все още далече от съвременната действителност, те като прагматичен народ очевидно осъзнават безсмислието да се противопоставят на все по-проникващата цивилизация и вече допускат в близост край себе си изследователи, пътешественици, журналисти и туристи. Но като хора, които държат на честта си и са подвластни на езическите си вярвания, преди да им бъде направена снимка например, задължително трябва да им се иска разрешение. В противен случай реакциите им са непредвидими.

## Култура
Социалното им деление е на 3 степени въз основа на възрастта на мъжа – юноша, воин и старейшина. Когато момчетата станат на 15 – 18 г., им правят ритуално посвещение за „воин“. За целта преминават през поредица от изпитания, установени от съвета на старейшините. След това „издържалите“ биват обрязвани и за „ръкоположените“ започва „мъжката“ им участ – да пазят добитъка, да крадат нови животни, включително и от съседите, да търсят нови пасища. Но чак след като минат няколко години и „воинът“ натрупа стаж и докаже способностите си, получава право да се ожени. А с течение на времето всеки има реален шанс да стане и старейшина.
Омъжените жени възпитават децата, търсят и приготвят храна, доят кравите, ремонтират колибите.
При масаите има официално многоженство, но всички са равноправни, не се делят като мюсюлманите на групи по пол. Не знаят какво е развод, практически нямат такова понятие, а всички спорове се решават от старейшините, които всички дълбоко уважават и тачат. В случай че някой се провини, старейшините могат да му отправят проклятие, но то не е насочено конкретно към него, а към животните му. И това при тях са най-страшните наказания. По-големи не измислят, защото вярват, че ако даден старейшина много се старае да накаже някого, то това наказание като бумеранг може да се върне при него. А ако виновният се разкае и плати с едно теле, проблемът се счита за решен и „проклятието“ се снема.

## Религия
Вярванията на масаите са езически. Те вярват в бога на дъжда и го наричат Нгаи.
Според легендата този бог имал трима сина. На единия дал стрела и той станал ловец. На другия дал мотика и той станал земеделец. А третият получил това, което останало – да пасе животните. И точно той станал бащата на всички масаи. Масаите вярват, че са призвани да опазят всичкия рогат добитък на този свят и за да постигнат тази цел, за да успеят да си изхранят животните, изобщо не се свенят да обират реколтата на събратята си земеделци. Най-вече на тази причина се дължат и враждите им.

## Кухня
Основното препитание на масаите е свързано с кравето мляко и кръв; месо се яде само при специални случаи, включително и сурово.
Кравето мляко присъства под някаква форма почти във всяко хранене. Млякото се консумира сурово или заквасено, или се бие на масло, което е основна храна за малките деца.
Най-отличително в кухнята на масаите обаче е пиенето на животинска кръв, което невинаги става при умъртвяване на животното. Масаите са изключително умели в пробиването с едно движение на югуларната вена. Изтеклата кръв се пие директно, сготвя се или се смесва с мляко и се използва в различни ритуали, както и се дава на болни.
Храната на масаите не се състои само от кръв и мляко. Присъстват и кореноплодни, мед и зърнени култури, които най-често се приготвят в супи и яхнии. Отличителното ястие за Танзания угали (гъста царевична каша) при масаите традиционно се сервира с мляко.
Въпреки високопротеиновата диета, при масаите не се забелязват типичните здравословни проблеми, като висок холестерол и сърдечни заболявания. Това според учените означава, че техните организми са локално еволюирали към по-добро усвояване на животинските мазнини.

## Бит
Основният поминък е отглеждането на добитък. Кравите са високо ценени, като от големината на стадото зависи и социалният статус. Кравите са основен източник на суровини. От кожите се правят дрехи, обувки, постелки. Животинската тор се използва за строителство, а урината – за лечение.
Селищата им – „инканги“, са като повечето из Африка. Обикновено това са 10 – 20 кръгли колиби, изградени от тънки клонки, измазани с тор. Но за разлика от други места в Африка, тук те са защитени с ограда. Оградата се оплита от клони и вейки, и то така майсторски, че не може да се промъкне нито човек, нито хищник.
Независимо от всепроникващото влияние на съвременната цивилизация, масаите съумяват да съхранят своя начин на живот, нрави, обичаи и душевна нагласа.